# Medskogstjärnen (Malungs socken, Dalarna, 672379-136798)
Medskogstjärnen är en sjö i Malung-Sälens kommun i Dalarna och ingår i Göta älvs huvudavrinningsområde.